# Adolf Heizmann
Adolf Heizmann (* 20. September 1911 in Thalwil bei Zürich; † 21. Mai 2002 in Basel), reformiert, war ein Schweizer Lehrer und Schriftsteller.

## Leben
Adolf Heizmann verbrachte seine frühen Jugendjahre in Thalwil, Davos und Horgen. Die Familie übersiedelte 1918 in die Stadt Basel.
Der gebürtige Thalwiler besuchte die Primar-, Real- und Oberrealschule in Basel, anschliessend das Lehrerseminar Schiers, bevor er 1931 das Glarner Lehrerdiplom erwarb. Von 1939 bis 1945 leistete er Aktivdienst in der Schweizer Armee. Heizmann hatte bis zu seiner Verabschiedung in den Ruhestand 1972 eine Lehrerstelle für entwicklungsgehemmte Kinder in Basel inne, zusätzlich unterrichtete er dort bis 1962 an der Mädchensekundarschule. Nach seiner Pensionierung lebte er in Allschwil. Der seit 1994 verwitwete zweifache Vater verstarb 2002 90-jährig in Basel.
Adolf Heizmann trat als Verfasser von Romanen, Novellen, Hörspielen, Theaterstücken, schweizerischen Mundartwerken, Lyrik sowie insbesondere von Jugendbüchern hervor. Er wurde 1955 mit dem Anerkennungspreis des Schweizerischen Jugendschriftenwerkes (SJW), 1956 mit dem Jugendbuchpreis der Basler Schulsynode für das Buch Hendrik und seine Freunde sowie 1976 mit der Ehrenmitgliedschaft der Schweizerischen Heilpädagogischen Gesellschaft ausgezeichnet. Sein Nachlass befindet sich in der Universitätsbibliothek Basel.

## Werke (Auswahl)
- Eine Tür geht auf. Roman. Friedrich Reinhardt Verlag, Basel 1946.
- Kampf um Augusta Raurika. Bewegte Tage in der Römerstadt. Schweizerisches Jugendschriftenwerk Nr. 331, Zürich 1949
- Überfall am Hauenstein. Eine Erzählung aus dem Jahre 1295. Schweizerisches Jugendschriftenwerk Nr. 408, Zürich 1951
- Jans grosse Wende. Eine Geschichte vom holländischen Nordseestrand. Evangelischer Verlag AG, Zollikon-Zürich 1955
- Das Gelübde. Eine Erzählung aus Basels grosser Notzeit. Schweizerisches Jugendschriftenwerk Nr. 558, Zürich 1956
- Es begann mit Lumpi. Eine Erzählung. 2. Auflage. Verlag Sauerländer, Aarau 1956
- Hendrik und seine Freunde. Eine Erzählung aus Holland. Verlag Sauerländer, Aarau 1956
- Kopf hoch, Gunnar! Eine Erzählung aus Jütland. Verlag Sauerländer, Aarau 1958
- Treffpunkt Salling. Eine Geschichte aus Jütland. Verlag Sauerländer, Aarau 1962
- Alexander bezahlt alles. Eine Erzählung aus den bewegten Tagen des Jahres 1813. Schweizerisches Jugendschriftenwerk Nr. 809, Zürich 1963
- In Grado fing es an. Francke, Bern 1969
- Wirbel um Anita. Erzählung von Mädchen und Freundschaften. Blaukreuz-Verlag, Bern 1969
- Ro-Mi-Hei-Ruuu! Ferienerlebnisse der Rossmattbuben. Evangelischer Verlag AG, Zollikon-Zürich 1970
- Die Fische sind an allem schuld. Eine Erzählung aus Südportugal. Blaukreuz-Verlag, Bern 1971
- Der Kaiser braucht Soldaten. Schweizerisches Jugendschriftenwerk Nr. 1429, Zürich 1977
- Auf nach Jerusalem. Eine Geschichte aus der Zeit der Kreuzzüge.  Schweizerisches Jugendschriftenwerk Nr. 1595, Zürich 1981
- Die Zeiten ändern sich – die Menschen weniger. Nebelspalter, das Humor- und Satire-Magazin, 108/34 1982